# Ga Giheung
Ga Giheung là ga tàu điện ngầm của Tuyến Bundang và EverLine. Nó nằm gần kề, và sẽ trở thành nút chuyển đổi, đến EverLine, một tuyến vận chuyển nhanh phục vụ cho thành phố Yongin. EverLine mở cửa phục vụ vào 26 tháng 4 năm 2013.

## Bố trí ga

### Tuyến Suin–Bundang (B3F)
| ↑ Singal  |
| \| １     |
| Sanggal ↓ |

| １ | ●Tuyến Suin–Bundang |   | Hướng đi Incheon →     |
| ２ | ●Tuyến Suin–Bundang | ← | Hướng đi Cheongnyangni |

### Tuyến EverLine (3F)
| Bắt đầu·Kết thúc      |
| Hướng xuống \| Sân ga |
| ↓ Đại học Kangnam     |

| Hướng lên   | ●Tuyến EverLine | Kết thúc tại ga này         |
| Hướng xuống | ●Tuyến EverLine | Hướng đi Jeondae–Everland → |
|             | ●Tuyến EverLine | Đón tàu vào ga              |